# 溫戈快運航空
溫戈快運航空是一間創立於2007年，總部位於芬蘭圖爾庫的小型航空公司。溫戈快運航空並沒有自家的飛機和工作人員，而是以租賃飛機和人員方式來维持經營的。目前溫戈快運航空有3個航點和1架飛機，航線為由圖爾庫出發，途經坦佩雷，目的地奧盧。在2008年，该航空公司共服務了18,000名乘客。

## 機隊
在2010年4月28日，溫戈快運有以下機隊：

## 外部連結
- 官方网站